# Базлама

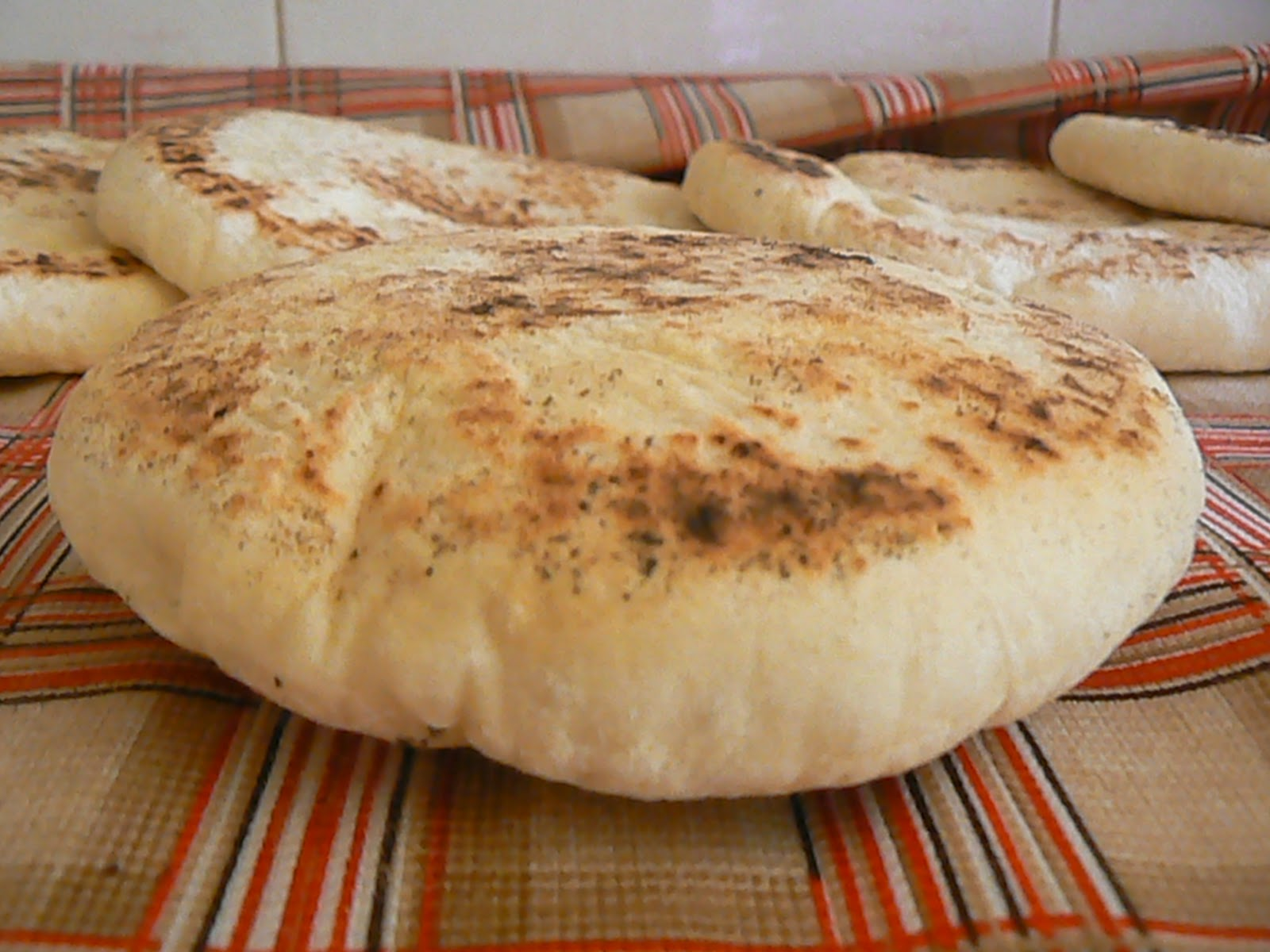
Базлама.

Базлама — одношаровий, плаский, круглий корж кремового-жовтого кольору, зазвичай, з Туреччини. Середня товщина 2 см і діаметр від 10 до 25 см. Базлама виготовляється з пшеничного борошна, води, кухонної солі і дріжджів. Після змішування і двох-трьох годин бродіння, зі шматка 200–250 грам тіста роблять кульки, потім їх розгортають до плоского стану і запікають на гарячій плиті. Під час випічки, хліб перевертається і обсмажується з обох боків.
Базламу краще подавати відразу після приготування. Базламу з вершковим маслом їдять на сніданок з чашкою чаю. Базлама подається як гарнір з маслом або з підливою карі. Пекарі на турецьких ринках розрізають базламу на дві тонкі половинки і наповнють сир ом або іншими начинками. Потім підогрівають і подають.
Базлама — це хлібний тип турецької кухні.